# Winston Churchill
Winston Leonard Spencer Churchill (Woodstock, Engeland, 30 november 1874 – Londen, Engeland, 24 januari 1965) was een Brits politicus van de Conservative Party en premier van het Verenigd Koninkrijk van 1940 tot 1945 en van 1951 tot 1955.
Churchills eerste ambtstermijn viel samen met de Tweede Wereldoorlog. Het lukte hem de Britse oorlogsinspanning op peil te krijgen en de Verenigde Staten daarbij tot steun te bewegen. Churchill heeft daarmee een beslissende rol in de geallieerde overwinning gespeeld. Hij was daarbij ook verantwoordelijk voor controversiële oorlogshandelingen, zoals het bombardement op Dresden in de nacht van 13-14 februari 1945 waarbij vermoedelijk ca. 25.000 slachtoffers vielen, vooral burgers. Tevens houden sommige onderzoekers zijn beleid verantwoordelijk voor de hongersnood die in India meer dan 3 miljoen levens eiste.
Voor zijn aantreden als premier op zijn 65e had hij een lange en wisselvallige carrière achter de rug, waarin hij tweemaal van politieke partij wisselde. In 1901 werd hij voor het eerst verkozen in het Lagerhuis en in 1910 benoemd tot minister van Binnenlandse Zaken. Als minister van Marine en als minister van Munitie was hij betrokken bij de Eerste Wereldoorlog. Later werd hij ook minister van Financiën. Daarnaast was hij een productief en succesvol schrijver en ontving hij in 1953 de Nobelprijs voor Literatuur voor zijn geschiedenis van de Tweede Wereldoorlog. Als een van de weinige Europeanen was hij Amerikaans ere-staatsburger.

## Biografie
Churchill werd geboren in Blenheim Palace te Woodstock in Oxfordshire. Hij was een nakomeling van de Engelse veldheer John Churchill, de eerste hertog van Marlborough, die Blenheim Palace cadeau had gekregen als beloning voor de overwinning in de Slag bij Blenheim in 1704. Churchills vader was Lord Randolph Henry Spencer-Churchill, de derde zoon van de zevende hertog van Marlborough, die in 1886 minister van Financiën was. Net als zijn vader gebruikte Churchill alleen 'Churchill' als achternaam, hoewel hij officieel geregistreerd stond als ‘Spencer-Churchill’. Zijn moeder was Jennie Jerome, de dochter van de Amerikaanse miljonair Leonard Jerome.
Churchill bezocht de Britse jongenskostschool Harrow. De jonge Churchill beleefde op de kostschool een harde jeugd. Hij werd door zijn klasgenoten 'copperknob' en 'ginger' genoemd omwille van zijn rode haar. Hij was er eenzaam en had nauwelijks contact met zijn ouders. Gezag werd door Churchill steeds in twijfel getrokken, daarom was studeren voor hem een zeldzaamheid. Als gevolg haalde hij slechte cijfers, zeker voor Latijn en wiskunde. Hierdoor werd hij door zijn onderwijzers veelvuldig gestraft. Toch had Churchill ook lievelingsvakken, zoals geschiedenis en literatuur, vakken waarin hij uitblonk en waarvan hij op latere leeftijd de vruchten zou plukken.
Churchill wordt meestal als een agnost beschouwd, maar officieel behoorde hij tot de Anglicaanse Kerk.

### Militair
Na Harrow vervolgde hij in 1893 zijn opleiding aan de Koninklijke Militaire Academie te Sandhurst. In 1895 ging Churchill als militair waarnemer naar Cuba, waar hij met de Spaanse troepen meeging, die een antikoloniale guerrilla de kop probeerden in te drukken. Hij was indertijd niet slechts militair waarnemer; hij schreef ook een artikel over de vuurdoop op zijn 21e verjaardag in de Graphic Review.
In de rang van tweede luitenant, gestationeerd in Bombay, vroeg en kreeg hij uiteindelijk een aanstelling bij de strijdmacht in het noordwesten van Brits-Indië, het huidige Afghaans-Pakistaanse grensgebied. Mede dankzij de invloed van vrienden van zijn moeder waren enkele kranten bereid zijn verslagen te publiceren over het neerslaan van een Pathaanse opstand in 1897 in dit gebied. Hij schreef reportages voor The Pioneer en The Daily Telegraph. Zijn boek over deze campagne, The Story of the Malakand Field Force, verscheen op 14 maart 1898.
Op 2 september 1898 was Churchill te Omdurman, nabij Khartoem, in Soedan, deelnemer aan de laatste echte cavaleriecharge van het Britse leger. In een brief aan zijn moeder meldde Churchill, dat hij zelf ten minste vijf en mogelijk zeven tegenstanders had gedood. Die cavaleriecharge was overigens maar een bijzaak in de Slag bij Omdurman: het leger van kalief Abdallahi ibn Muhammad, de opvolger van de Mahdi (1844-1885), werd hoofdzakelijk met mitrailleurs vanaf schepen op de Nijl uitgeschakeld. In oktober was Churchill terug in Groot-Brittannië, waar hij begon aan zijn tweedelige werk The River War, dat het jaar daarop werd gepubliceerd. In dit werk beschreef Churchill zijn visie op de gevaren van de invloed van de islam: "Individuele moslims kunnen geweldige kwaliteiten hebben, maar de invloed van de religie verlamt de sociale ontwikkeling van haar volgelingen. Er bestaat geen sterkere regressieve kracht in de wereld. Verre van stervende, is de islam een militant geloof dat mensen wil bekeren. Het is al verspreid over geheel Centraal-Afrika, bij elke stap onverschrokken strijders voortbrengend, en ware het niet dat het christendom wordt beschut door de sterke armen van de wetenschap, de wetenschap waartegen het (de islam) tevergeefs heeft geworsteld, dan zou de beschaving van het moderne Europa kunnen vallen, zoals de beschaving van het oude Rome is gevallen." Op 5 mei 1899 nam hij ontslag uit het Britse Leger.
In de Tweede Boerenoorlog werkte Churchill als oorlogsverslaggever. Hij werd gevangengenomen door de Afrikaners, die een hinderlaag hadden gelegd voor een Brits treinkonvooi. Hij slaagde erin te ontsnappen naar Lourenço Marques, het huidige Maputo, in de toenmalige Portugese kolonie Portugees-Oost-Afrika, het huidige Mozambique.
Kort daarna, tijdens de strijd voor de Ierse onafhankelijkheid tussen 1918 en 1923, was Churchill een van de weinige Britse functionarissen die voorstander was van het bombarderen van Ierse demonstranten vanuit de lucht, met het voorstel om "machinegeweer vuurbommen" te gebruiken om hen te verspreiden. Als staatssecretaris voor de Koloniën volgde hij die dreiging in Irak op. Hij gaf opdracht tot grootschalige bombardementen op Mesopotamië in 1921, waarbij een heel dorp in 45 minuten werd uitgeroeid. Toen sommige Britse functionarissen bezwaar maakten tegen zijn voorstel voor "het gebruik van gas tegen de inboorlingen", vond hij hun bezwaren "onredelijk".

### Politicus
Eenmaal terug in het Verenigd Koninkrijk begon hij aan zijn loopbaan in de politiek. Van 1901 tot 1922 en van 1924 tot 1964 was hij lid van het Lagerhuis. In het begin was hij lid van de Conservative Party, maar omdat deze partij zich kantte tegen het principe van internationale vrijhandel, ging hij in 1904 over naar de Liberal Party. In de jaren 1906 tot 1910 legde hij als lid van de regering de basis voor onder meer de werkloosheidsverzekeringen, arbeidsbureaus, de onafhankelijkheid van Ierland en een forse beperking van de macht van het Hogerhuis (waarin geen gekozen vertegenwoordigers zitting hadden en hebben). Door onenigheid met de liberale premiers Asquith en Lloyd George keerde Churchill tijdens het interbellum terug naar de Conservatieven.
In 1910 werd Churchill benoemd tot minister van Binnenlandse Zaken. Dat jaar stuurde hij bataljons van politie uit Londen en beval hen om stakende mijnwerkers in Tonypandy in Zuid-Wales aan te vallen; één kompel werd gedood en bijna 500 stakers en 80 politieagenten raakten gewond. De Britse arbeidersbeweging hield een langdurig wantrouwen jegens hem aan deze episode over. Als minister van Binnenlandse Zaken was Churchill tegenstander van het vrouwenkiesrecht, wat er zelfs toe leidde dat een suffragette hem fysiek aanviel.
In 1911 werd hij benoemd tot minister van Marine (First Lord of the Admiralty). Hij zou in deze functie actief blijven tot in de Eerste Wereldoorlog. Gedurende deze tijd was hij als lid van het 'Committee of Imperial Defence', samen met onder anderen minister van Buitenlandse Zaken Edward Grey, betrokken bij de voorbereiding van de Britse strijdkrachten op de dreigende oorlog in Europa. Churchill en de First Sea Lord (chef-staf van de Marine) prins Lodewijk van Battenberg zorgden ervoor dat de reusachtige Britse vloot in de zomer van 1914 na oefeningen niet uiteenviel en zo bij het uitbreken van de oorlog direct inzetbaar was. Hij speelde in die tijd een belangrijke rol bij de ontwikkeling van de eerste Britse tank, de Mark I. In de Eerste Wereldoorlog was Churchill als minister van Marine erg ambitieus om de centrale mogendheden aan te vallen. Zo was hij in 1915 medeverantwoordelijk voor de rampzalige Gallipoli-landingen bij de Dardanellen, die bedoeld waren om de hoofdstad van de Ottomaanse bondgenoot van Duitsland te veroveren en een bevoorradingsroute naar bondgenoot Rusland open te leggen. Aan Britse en Franse zijde waren hierbij niet minder dan 220.000 doden, gewonden en vermisten te betreuren (voor het Ottomaanse Rijk was dit getal ongeveer 250.000). Dit bezorgde hem bij zijn critici de bijnaam "slager van Gallipoli". Hij nam een groot deel van de verantwoordelijkheid op zich door af te treden als minister van Marine, hoewel de hoofdschuldigen voor de mislukking de plaatselijke bevelhebbers waren. Toen er spoedig daarna een regering gevormd werd, die uit alle partijen bestond, werd Churchill kanselier van het Hertogdom Lancaster (Chancellor of the Duchy of Lancaster), een minder belangrijke post. Churchill voelde zich daar niet op zijn plaats, nam al snel weer ontslag uit de regering en voegde zich bij het leger. Hij diende aan het westelijk front als bevelhebber van een Schots bataljon te Ploegsteert, maar bleef lid van het Lagerhuis.
In 1917 werd hij benoemd tot minister van Munitie. Toen de Eerste Wereldoorlog afgelopen was, werd hij tevens aangesteld als minister van Oorlog en minister van Luchtvaart. Hij stelde in 1919 voor om gifgas te gebruiken "als experiment tegen weerspannige Arabieren." In zijn ogen was het gebruik van chemische wapens slechts "de toepassing van de westerse wetenschap op moderne oorlogsvoering." Het was dan ook een betrekkelijk nieuw wapen, dat tijdens de Eerste Wereldoorlog met wisselend succes was gebruikt door de Duitsers, de Fransen en de Britten. Ook was hij er voorstander van om in te grijpen in de Russische Revolutie. Hij zag het als zijn persoonlijke queeste om het bolsjewisme "te wurgen bij de geboorte". Hij werd hierna benoemd tot minister van Koloniën en was de ondertekenaar van het Anglo-Iers Verdrag van 1921, waarmee de Ierse Republiek onafhankelijkheid werd verleend.
In oktober 1922 werd bij Churchill de blindedarm verwijderd. Toen hij na de operatie bijkwam, was de regering inmiddels gevallen en waren er verkiezingen uitgeschreven. Bij deze verkiezingen verloor hij zijn zetel voor zijn kiesdistrict, het Schotse Dundee, aan Edwin Scrymgeour en de journalist Edmund Dene Morel. In 1924 kwam hij, met conservatieve steun, uit voor Epping, gelegen ten noorden van Londen en werd verkozen. Churchill werd nu benoemd tot Chancellor of the Exchequer (minister van Financiën). In 1925 werd hij weer lid van de Conservatieve Partij.
Bij de verkiezingen van 1929 werden de Conservatieven verslagen. Door interne meningsverschillen werd Churchill geen leider van de partij. Toen de eerste Labour-premier Ramsay MacDonald een coalitieregering vormde, was er geen plaats voor Churchill, die toen zijn tijd verder besteedde aan schrijven. Na 1933 was hij een van de weinigen in zijn land die konden en wilden inzien dat de opkomst van nazi-Duitsland tot een nieuwe oorlog zou leiden en die pleitte voor een sterker leger. De slachtpartijen van de 'Great War' lagen echter nog zo vers in het geheugen, dat velen de realiteit niet onder ogen wensten te zien. Churchill was een fel tegenstander van premier Neville Chamberlains appeasementpolitiek. Zijn positie als roepende in de woestijn werd nog erger toen hij partij koos voor Eduard VIII bij diens dramatische keuze voor een huwelijk met de gescheiden vrouw Wallis Simpson, wat Eduard uiteindelijk de troon kostte.
Het schijnbare succes en de grote populariteit van Chamberlains appeasementpolitiek drukte Churchill in de politieke marge. Waarschijnlijk mede hierdoor maakte hij een periode van depressies door. Op 1 oktober 1938, de dag na de triomfantelijke terugkeer van Chamberlain uit Berlijn, zwaaiend met het inmiddels beruchte papiertje en de belofte van "peace with honour, peace for our time", kreeg Churchill bezoek van Guy Burgess - naar later zou blijken toen al mol voor de Sovjet-Unie en lid van de Cambridge Five. Burgess - zelf ook een groot tegenstander van Hitler en van fascisme in het algemeen - scheen in de uren bij Churchill te hebben bereikt dat deze zijn wil herwon om terug te keren in de politiek om Hitler te weerstaan. Churchill gaf Burgess als dank hiervoor een gesigneerd exemplaar van een boek met zijn toespraken en de belofte dat Burgess altijd bij Churchill zou mogen aankloppen voor hulp.

### Tweede Wereldoorlog

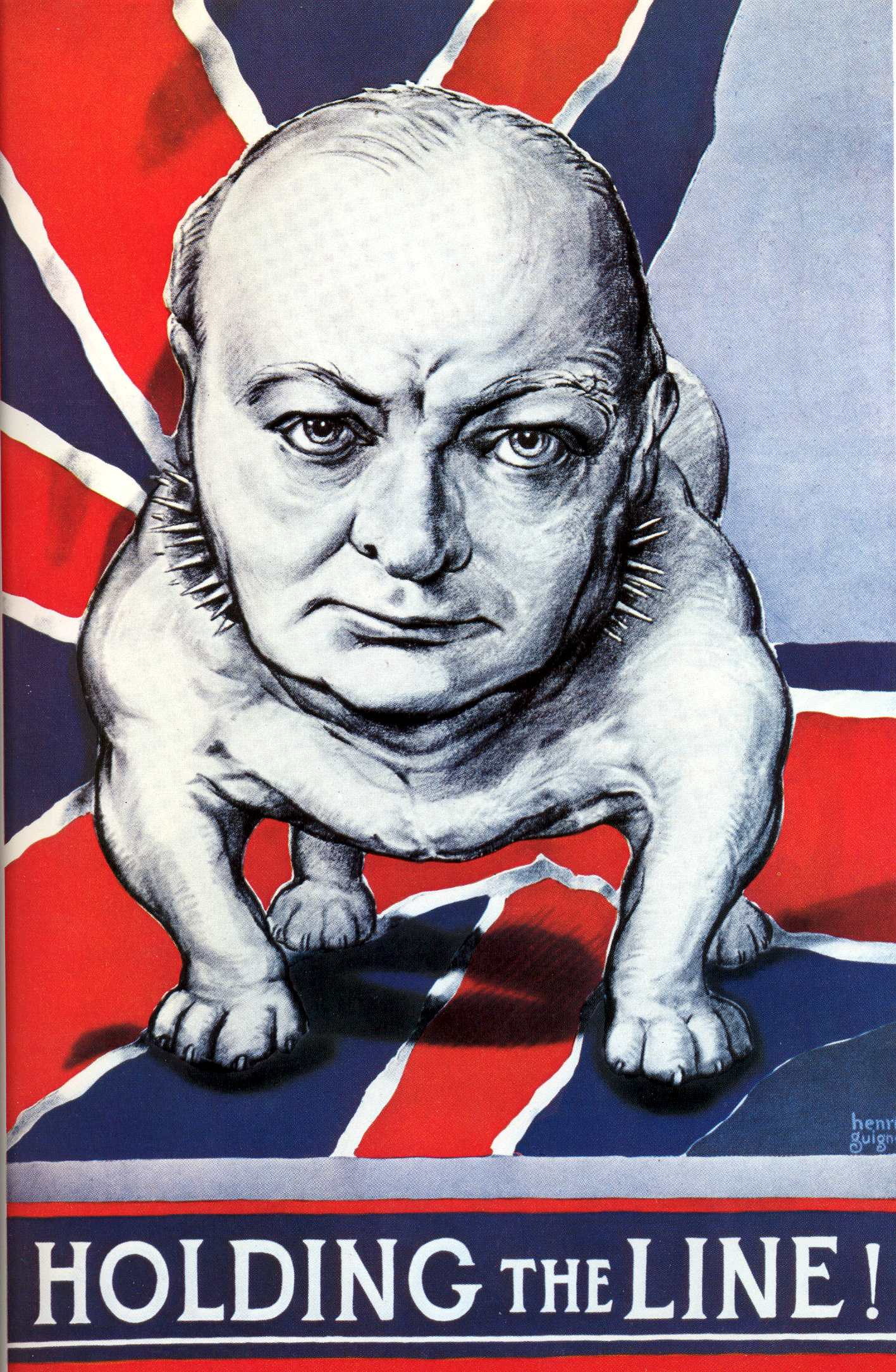
Engelse WO2-propagandaposter met Churchill als bulldog

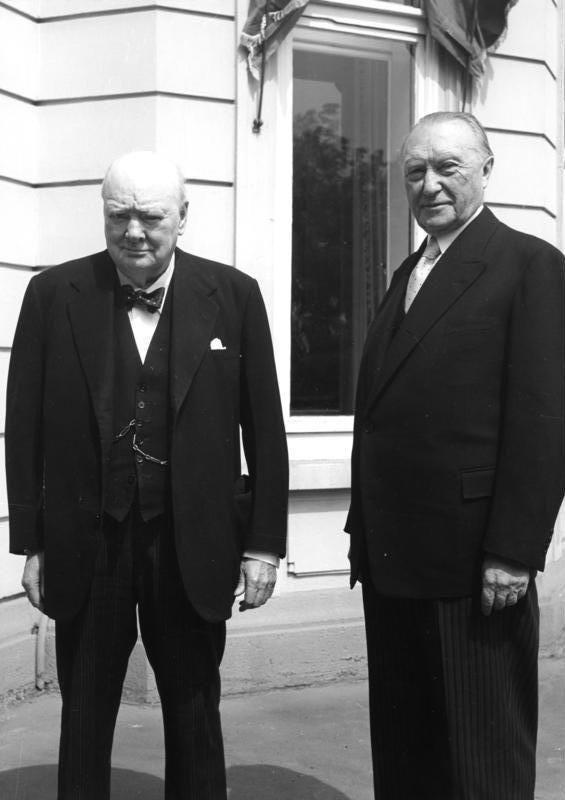
Winston Churchill en bondskanselier van West-Duitsland Konrad Adenauer tijdens een bezoek aan Bonn op 12 mei 1956.

Toen op 1 september 1939 de Duitse aanval op Polen plaatsvond, die Chamberlain had willen voorkomen, werd hij benoemd tot minister van Marine (First Lord of the Admiralty). De regering-Chamberlain verklaarde Duitsland de oorlog. Na rampzalige nederlagen in Noorwegen op 10 mei 1940, toen de Duitsers aan het Westelijk Front hun opmars begonnen, trad Chamberlain als premier af en werd hij opgevolgd door Churchill. Zijn vriend, vertrouweling en krantenmagnaat Max Aitken, werd benoemd tot toezichthouder over de vliegtuigproductie. Zijn partijgenoot Duff Cooper benoemde hij tot minister van Voorlichting (Minister of Information). Cooper had als eerste in 1939 na de Brits-Franse oorlogsverklaring aan Duitsland wegens het binnenvallen van Polen de term Tweede Wereldoorlog (Second World War) gebezigd. Pas na 1945 zou deze aanduiding algemeen gangbaar worden
Churchills toespraken waren een inspiratie voor het Britse volk. Zijn beroemde toespraak "I have nothing to offer but blood, toil, tears and sweat" ("Ik heb niets anders te bieden dan bloed, hard werk, tranen en zweet") (13 mei 1940) was zijn eerste toespraak als premier.
Op 30 oktober 1939 voer Winston Churchill met twee admiraals op het slagschip HMS Nelson in de buurt van de Orkney-eilanden, begeleid door HMS Rodney en HMS Hood en tien torpedojagers. Kapitein Wilhelm Zahn van de Duitse duikboot U-56 lanceerde onder water drie torpedo's die tegen de scheepsromp van HMS Nelson insloegen, maar ze explodeerden niet door defecte magnetische ontstekers.
Kapitein Zahn dook weg en trok zich neerslachtig terug in zijn hut en stuurde pas later een bericht naar admiraal Karl Dönitz, die bij een snel bericht een andere duikboot had kunnen sturen.
Kort na de verloren slag om Duinkerke sprak Churchill deze legendarische woorden tot het Britse volk:
We shall defend our island, whatever the cost may be, we shall fight on the beaches, we shall fight on the landing grounds, we shall fight in the fields and in the streets, we shall fight in the hills; we shall never surrender.

(We zullen ons eiland verdedigen, wat het ook zal kosten, we zullen vechten op de stranden, we zullen vechten op de landingsplaatsen, we zullen vechten in de velden en op de straten, we zullen vechten in de heuvels. We zullen ons nooit overgeven.)
Door zijn persoonlijke vriendschap met de president van de Verenigde Staten Franklin Delano Roosevelt was het Verenigd Koninkrijk verzekerd van de aanvoer van goederen via de Atlantische Oceaan. Het Verenigd Koninkrijk moest zich voor deze goederen wel diep in de schulden steken. Om de financiële situatie niet al te zeer aan te tasten, werd tussen het Verenigd Koninkrijk en de Verenigde Staten de Lend-Lease-constructie bedacht: het Amerikaanse leger kreeg vrij toegang tot het Verenigd Koninkrijk en de koloniën hiervan om aldaar legerbases op te zetten.
Churchill richtte de Special Operations Executive (SOE) op, die operaties in vijandelijk gebied uitvoerde. Deze SOE viel onder de verantwoordelijkheid van het Ministerie van Oorlog, dat geleid werd door Hugh Dalton. Ook de commando's werden opgericht. De meeste Special Forces in de wereld zijn georganiseerd naar het voorbeeld van deze commando's.
Churchill toonde grote persoonlijke betrokkenheid bij de voorbereidingen van Operatie Overlord. Onder andere de Mulberry kunstmatige havens aan de kust van Normandië werden met zijn steun verwezenlijkt.
Het was Churchills wens om tijdens de invasie zelf naar Normandië te gaan. Dit werd hem door velen afgeraden maar pas nadat hij door de Britse koning George VI werd overgehaald om dit niet te doen, kwam hij op dit plan terug. Echter al op dag zes na D-Day kwam Churchill zelf naar Frankrijk om de militairen een hart onder de riem te steken en had hij een ontmoeting met Generaal Montgomery.
Sommige van Churchills militaire acties werden later controversieel genoemd. Tijdens de Grote Bengaalse Hongersnood van 1943 kon hij op zijn best onverschillig genoemd worden en er werd later gezegd dat hij er misschien (doordat hij niets deed) medeplichtig aan was. In Brits-Indië werd echter de dreiging van de Japanse troepen, nadat die Brits Birma ingenomen hadden, steeds groter. In 1943 besloot Churchill Hamburg te laten bombarderen met brandbommen, waarbij ten minste 48.000 burgers om het leven kwamen. Vervolgens huurde hij Britse wetenschappers in om voor een grotere Duitse stad "een andere weersvoorspelling te doen", daarmee verwijzend naar de vuurstorm die door het Bombardement op Hamburg was veroorzaakt. Ook het Bombardement op Dresden in februari 1945 was later omstreden. Tienduizenden burgers kwamen om. Churchill schreef later in zijn mémoires dat hij de illusie had dat Dresden "een communicatiecentrum voor het oostfront" vormde.
Churchill was ook een van de drijvende krachten achter de verdragen die de grenzen van de Europese en Aziatische landen van voor de Tweede Wereldoorlog veranderden. De grens tussen Noord-Korea en Zuid-Korea werd voorgesteld op de Conferentie van Jalta, zoals ook de verwijdering van Japanse troepen uit dat gebied. Voorstellen voor de Europese grenzen werden pas gedaan in 1943 door Roosevelt en Churchill. De uiteindelijke schikking werd te Potsdam gedaan door Churchill, Stalin en Truman.
Een onderdeel van de uiteindelijke schikking was het overbrengen van Duitsers uit het betreffende gebied. De exacte getallen van de verplaatsingen van bevolkingsgroepen over de Duits-Poolse en Pools-Russische grenzen waren later moeilijk te bepalen, maar het waren vooral miljoenen Duitsers, die met geweld uit hun voormalige Ostgebiete werden verdreven. Churchill en zijn minister van Buitenlandse Zaken Anthony Eden waren hier fel tegen, want zij voorzagen dat het onttrekken van de oostelijke graangebieden aan Duitsland in dat land binnen de kortste keren tot hongersnood zou leiden. Zij tekenden protest aan tegen Jozef Stalin. De kwestie bleef echter liggen tot na de Britse verkiezingen van 25 juli, die Churchill nog tijdens de Conferentie van Potsdam van het toneel deden verdwijnen. De Sovjets gingen onderwijl door met het verdrijven van de Duitse bevolking tot over de Oder en de Oostelijke Neisse, en plaatsten de Britten en de Amerikanen aldus steeds meer voor een voldongen feit. Churchills opvolger Clement Attlee liet het gebeuren, tot ongenoegen van Churchill.

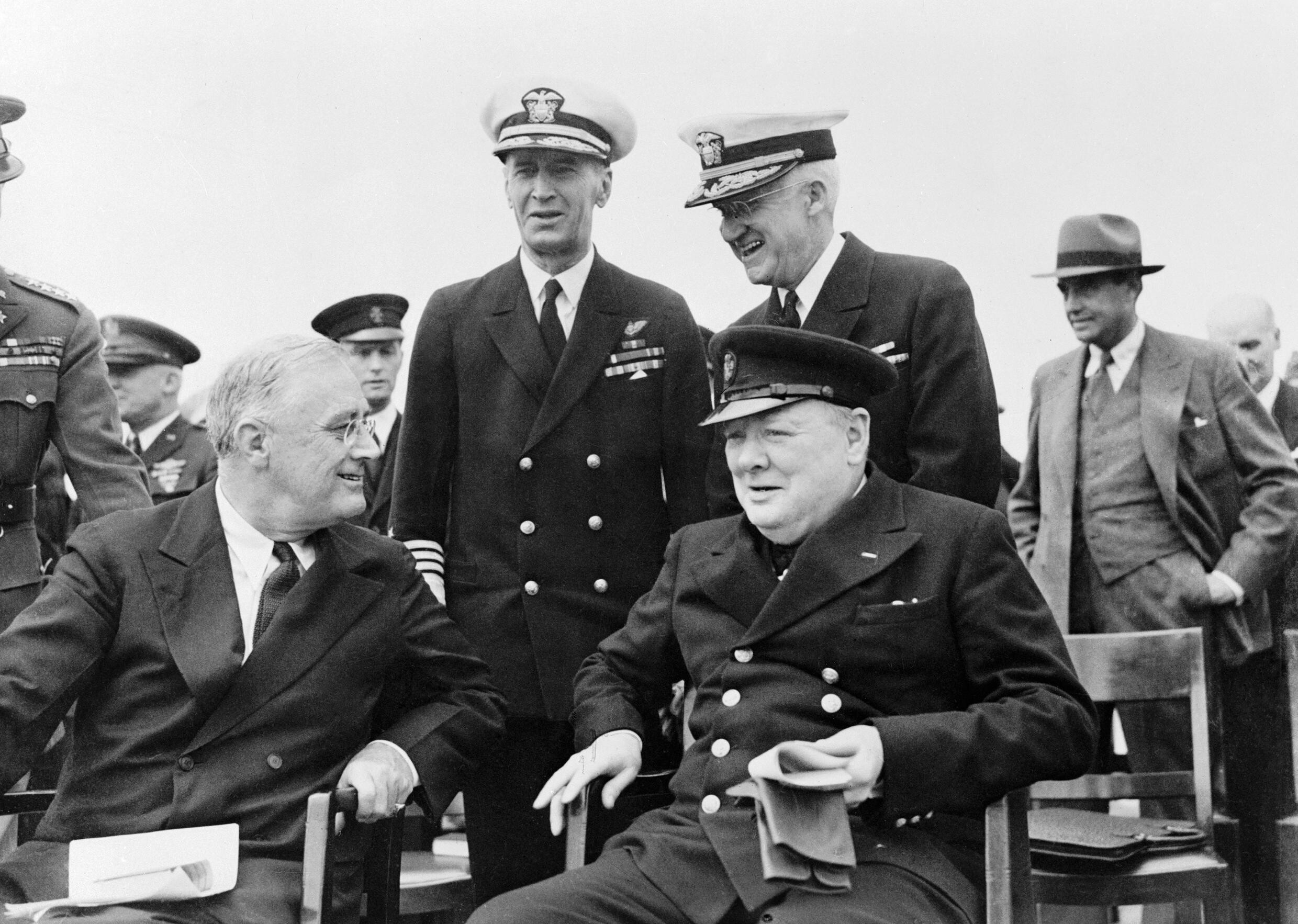
President van de Verenigde Staten Franklin Delano Roosevelt en premier Winston Churchill tijdens een bezoek aan de HMS Prince of Wales op 10 augustus 1941.

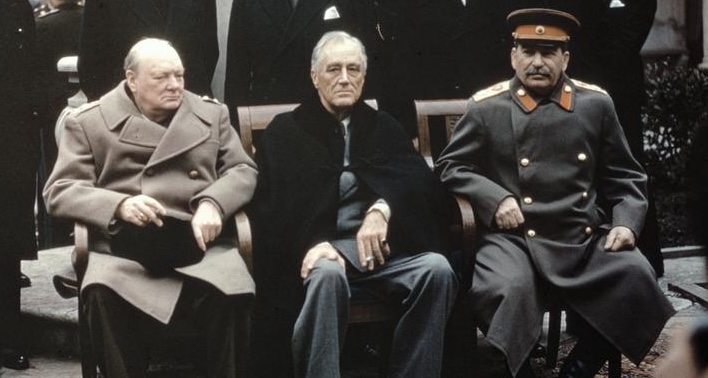
Premier Winston Churchill, president van de Verenigde Staten Franklin Delano Roosevelt en leider van Sovjet-Unie Jozef Stalin tijdens de conferentie van Jalta op 1 februari 1945.

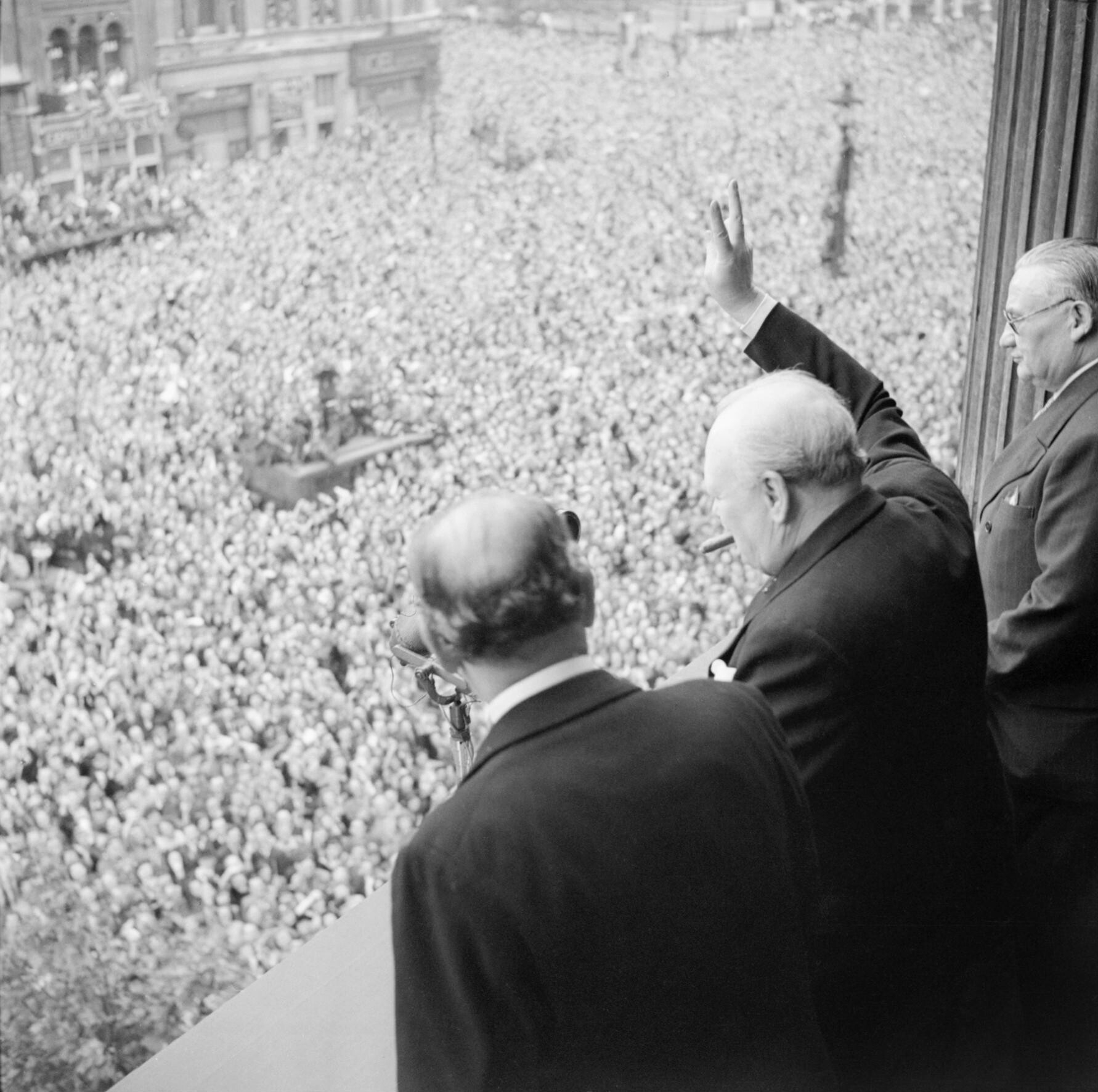
Premier Winston Churchill tijdens de viering van het Einde van de Tweede Wereldoorlog in Europa op het Palace of Westminster op 8 mei 1945.

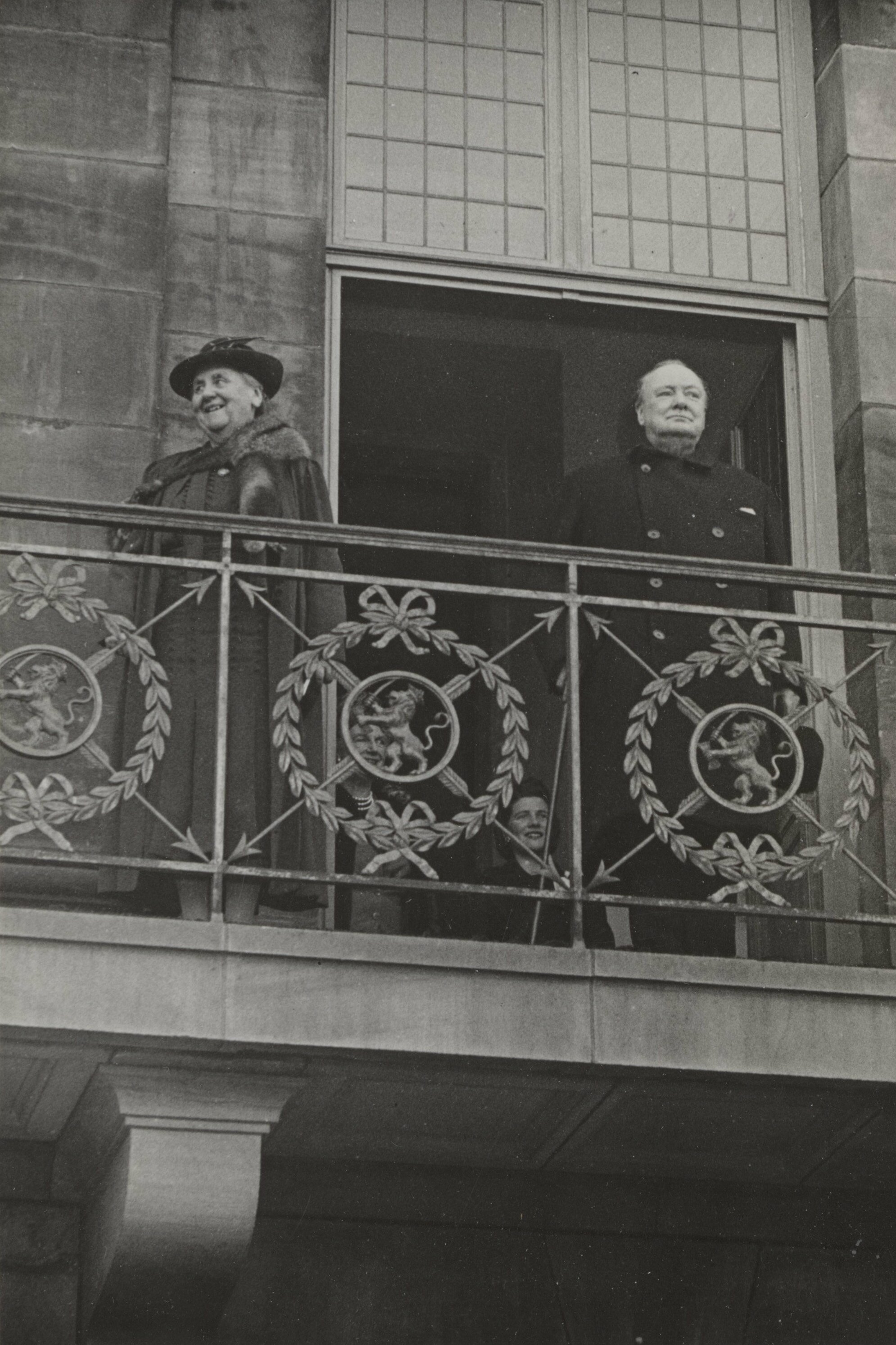
Koningin Wilhelmina en Winston Churchill op het Paleis op de Dam op 8 mei 1946.

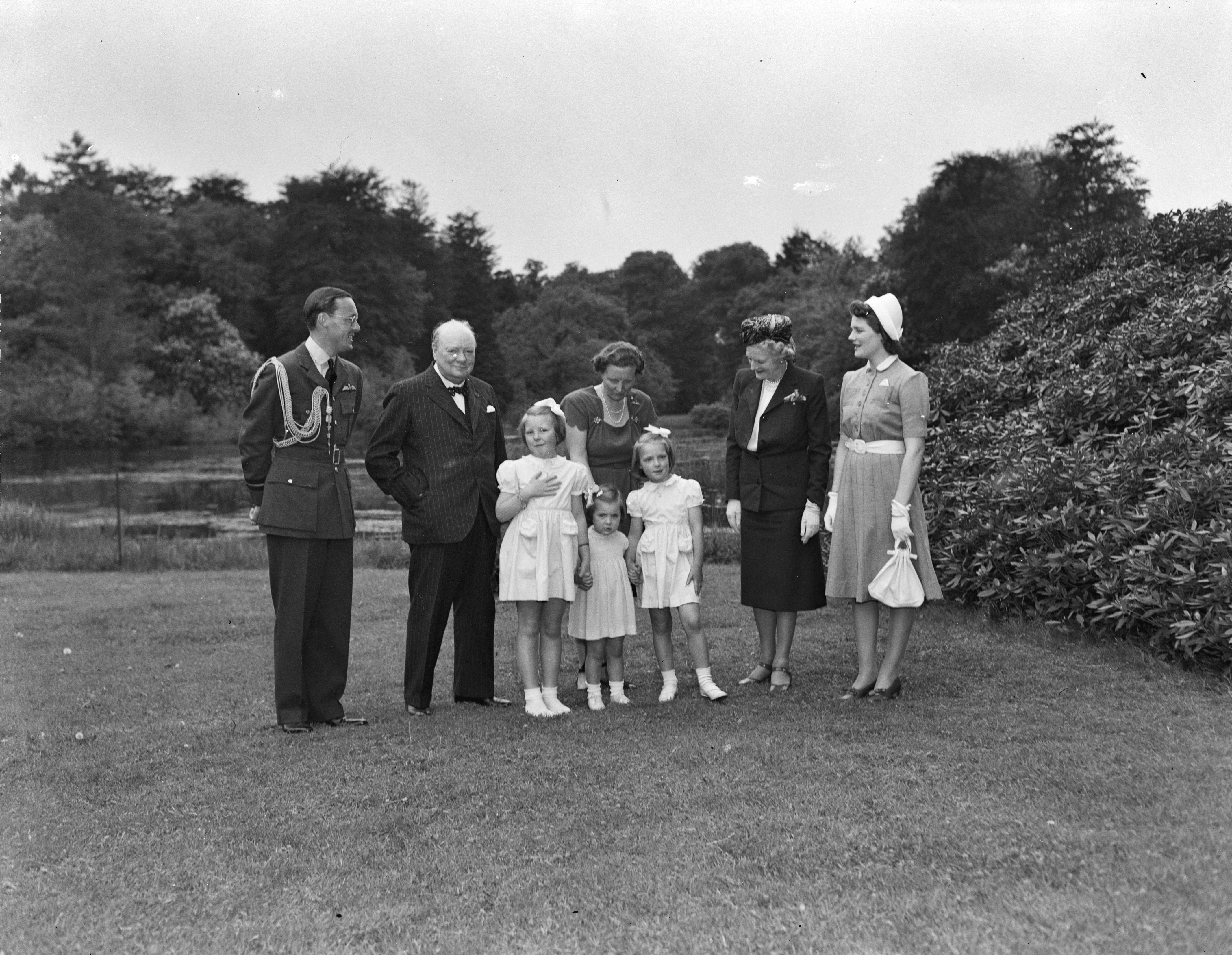
Winston Churchill op bezoek bij de Koninklijke familie van Nederland bij Paleis Soestdijk op 8 mei 1948.

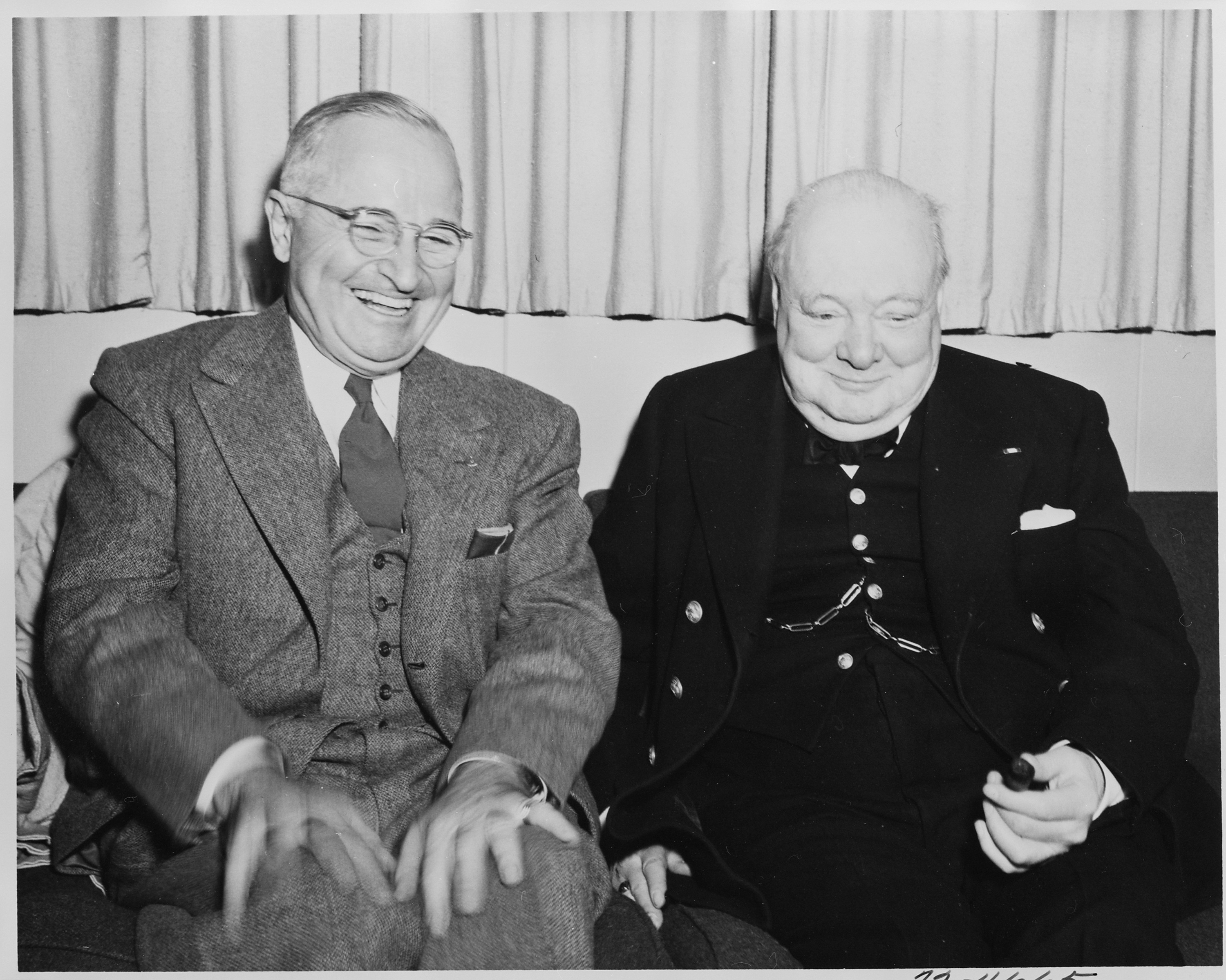
President van de Verenigde Staten Harry S. Truman en
premier Winston Churchill tijdens een bezoek aan de USS Williamsburg op 5 januari 1952.

### Naoorlogse periode

#### Verkiezingsnederlaag
Hoewel Churchill een (zeer) belangrijke rol in de Tweede Wereldoorlog heeft gespeeld maakte hij veel vijanden in eigen land. Onder andere zijn kritiek op de onafhankelijkheid voor Brits-Indië - hij noemde Mahatma Gandhi een "opruiend advocaatje, verkleed als fakir" - en zijn kritiek op sociaal vooruitstrevende ideeën, zoals openbare gezondheidszorg en beter onderwijs voor het volk, veroorzaakte veel onvrede, met name onder de veteranen uit de Tweede Wereldoorlog. Tijdens de verkiezingen, die gehouden werden toen de oorlog in Europa was afgelopen, werden Churchill en zijn Conservatieve Partij met een groot verschil aan stemmen verslagen door Clement Attlee en diens Labour Party.
De nederlaag van Churchill kwam onverwacht, maar was wel verklaarbaar. Churchill was een grote oorlogsheld voor de Britten, maar zij hielden zijn Conservatieve Partij verantwoordelijk voor de economische crisis van de jaren 30 en voor de "appeasement". Zij wilden na de zware oorlog met een schone lei beginnen. Daarom kozen ze een volledig nieuwe regering met een nieuwe premier aan het hoofd. 

Churchills reactie op zijn verlies was opmerkelijk: "That's democracy" sprak hij, daarmee aanduidend hoe de wisseling van de staatsmacht in een land behoorde te verlopen. Zijn bitterheid bleek later wel uit zijn weigering om in 1945 de zeer prestigieuze en voor ex-premiers gebruikelijke Orde van de Kousenband aan te nemen; "wanneer het Britse volk me de hiel heeft laten zien kan ik de kousenband niet aannemen". Churchill werd in plaats van met eerder genoemde ridderorde vervolgens gedecoreerd met de "Order of Merit". Hoewel hij de zeventig al was gepasseerd, werd hij oppositieleider, want hij wilde de leiding van de Conservatieve Partij nog niet overgeven aan de ex-minister van Buitenlandse Zaken Anthony Eden, die hij daarvoor niet goed genoeg vond. Dat zou pas tien jaar later gebeuren. Tijdens een rondreis in Amerika in 1946 hield hij zijn 'Fulton Speech' in Fulton, Missouri, waarin hij constateerde dat Oost-Europa bezig was in de Sovjet-invloedssfeer te geraken en daarmee achter een IJzeren Gordijn te verdwijnen. Hij verzette zich tegen Britse deelname aan de Europese Gemeenschap voor Kolen en Staal en pleitte voor gepaste afstand van het Verenigd Koninkrijk ten opzichte van Europa, handhaving van het Britse Rijk en nauwere banden met Amerika. Desalniettemin werden India en Pakistan in 1947 onafhankelijk.

#### Tweede termijn
Nadat de Labour Party in 1951 verslagen was werd Churchill opnieuw premier. Een aantal maatregelen van Labour werd teruggedraaid, zoals de nationalisatie van de staalindustrie en de transportsector. Belangrijke ministers in deze periode waren Harold MacMillan en Anthony Eden.
In 1953 werd Churchill alsnog benoemd tot ridder in de Orde van de Kousenband (en kon daarna sir Winston genoemd worden). Ook kreeg hij de Nobelprijs voor Literatuur voor zijn vele boeken over de Britse- en de wereldgeschiedenis. Een beroerte in juni 1953 had tot gevolg dat hij aan zijn linkerkant tijdelijk verlamd raakte. De bevolking kreeg echter niet te horen dat de gezondheid van de premier sterk verminderd was. In 1955 trad Churchill bij de viering van zijn 80e verjaardag af en liet hij het premierschap aan zijn jongere partijgenoot (en toenmalig minister van Buitenlandse Zaken) Anthony Eden. Hij bleef nog wel hoofd van de Universiteit van Bristol. In 1956 kreeg hij van de stad Aken de Internationale Karelsprijs, voor zijn ideeën over een Verenigde Staten van Europa. In 1959 erfde hij de titel Father of the House als langstzittend parlementslid sinds 1924. Hij zou dit blijven tot zijn afscheid van het Lagerhuis in 1964. Hierna ging de titel naar Richard Austen Butler.

#### Laatste dagen
Op 15 januari 1965 kreeg Churchill een tweede beroerte en zijn gezondheid verslechterde als gevolg hiervan snel. Negen dagen later stierf hij, op 90-jarige leeftijd. Hij werd drie dagen lang opgebaard in de Westminster Hall en kreeg vervolgens een staatsbegrafenis. De rouwdienst werd op 30 januari 1965 gehouden in St Paul's Cathedral. Toen zijn kist langzaam de Theems afvoer, bogen de kranen en groetten hem op die manier voor de laatste keer.
Het dagblad The Times, dat de voorpagina met advertenties placht te vullen, zette op 25 januari als eerbetoon een paginagrote foto van Churchill op de voorpagina.
Churchill werd begraven in het familiegraf op Saint Martin's Churchyard, Bladon, vlak bij Churchills geboorteplaats Woodstock.

## Familie
Churchill trouwde op 2 september 1908 met Clementine Hozier (1885-1977). Zij was van adellijke komaf, maar had geen fortuin of erfenis te verwachten.
 Het echtpaar kreeg vijf kinderen:
- Diana Churchill (1909-1963)
- Randolph Frederick Edward Churchill (1911-1968)
- Sarah Millicent Hermione Churchill (1914-1982)
- Marigold Frances Churchill (1918-1921)
- Mary Churchill (1922-2014)

Vanwege Churchills levensstijl op grote voet en door enorme verbouwingen aan hun Kentse buitenverblijf Chartwell kende het gezin Churchill een chronisch geldtekort. Churchill probeerde dit te verhelpen door aan de lopende band artikelen en boeken te schrijven, die in de Verenigde Staten en Groot-Brittannië werden gepubliceerd.
Clementine Hoziers moeder was lady (Henrietta) Blanche Ogilvy (1852-1925), de tweede vrouw van Henry Montague Hozier. De identiteit van haar vader is niet helemaal zeker. Haar moeder had kennelijk nogal losse opvattingen over seksualiteit en zou daarom later ook gescheiden zijn. Ze heeft altijd volgehouden dat kapitein William George "Bay" Middleton Clementines vader zou zijn, maar volgens de biografe van Churchill zou de zwager van Clementines moeder, (Algernon Freeman-Mitford) haar echte vader zijn.
Churchills zoon Randolph en kleinzoons Winston Churchill en Nicholas Soames traden allen in zijn voetspoor en werden later lid van het parlement. Zijn jongste dochter, Mary Soames, ontving de Orde van de Kousenband. Nooit eerder kregen een niet-koninklijke vader en diens niet-koninklijke zoon/dochter allebei deze Orde.

## Churchill en de VS
Door zijn Amerikaanse moeder was Churchill al vroeg in zijn loopbaan zeer gezien in de Verenigde Staten. Al bij het uitbreken van de oorlog in Europa op 1 september 1939 zag hij de noodzaak tot het sluiten van een bondgenootschap met Amerika. Vanaf zijn aantreden als premier op 12 mei 1940 ijverde hij onafgebroken voor dit idee, waarbij hij op een gewillig oor kon rekenen bij president Roosevelt. Groot-Brittannië werd echter in de VS niet gewaardeerd zoals Churchill dat werd: zijn land gold daar, vooral in politieke kringen, als aanmatigend, reactionair, bedilzuchtig en arrogant. Ook bestond er een sterke stroming die pleitte voor een neutrale positie van de Verenigde Staten, vooral in republikeinse kringen.
Churchill deed er alles aan om dat te veranderen en wendde zijn invloed aan voor het in maart 1941 tot stand komen van Roosevelts Lend-Lease Act, een leen- en pachtwet die de Britten levering op krediet garandeerde van vrijwel alles waaraan zij uit de Verenigde Staten voor de duur van de oorlog behoefte konden hebben. Daarbij werd in de eerste plaats aan militaire middelen gedacht, zoals torpedobootjagers als wapen tegen het gevaar van de Duitse onderzeeërs.
Op 7 december 1941 werd de neutrale positie van de Verenigde Staten doorbroken door de Japanners: de Aanval op Pearl Harbor betrok de Verenigde Staten direct bij de Tweede Wereldoorlog, omdat Japan al in oorlog was met het Verenigd Koninkrijk. Bovendien verklaarde nazi-Duitsland op 11 december de oorlog aan de Verenigde Staten als gevolg van het bondgenootschap tussen Tokio en Berlijn, waardoor Duitsland tevens de Amerikaanse bevoorradingsschepen op de Atlantische Oceaan kon aanvallen.
Na de oorlog was de omslag in de Amerikaanse waardering voor de Britten totaal: het land werd als moedig, vasthoudend en respectabel gezien. De ontwikkeling van de NAVO was daar een logisch uitvloeisel van. Churchill werd benoemd tot Amerikaanse ereburger. Hij ontving ook de Amerikaanse Army Distinguished Service Medal.

## Churchill in Nederland
Vanaf 8 mei 1946, precies een jaar nadat Britse en Canadese soldaten West-Nederland bevrijd hadden, bracht Churchill een bezoek van een week aan Nederland. Langs de route stonden bij zijn aankomst honderdduizenden belangstellenden. Tijdens zijn verblijf in Amsterdam werd hij op de Dam toegejuicht door circa 30.000 personen. In Den Haag hield hij in de Staten-Generaal een pleidooi voor een verenigd Europa. Hij ontving daarbij het grootkruis in de Orde van de Nederlandse Leeuw. Hij bezocht ook Rotterdam en Leiden, waar hem in de Pieterskerk het eredoctoraat van de Rijksuniversiteit Leiden werd uitgereikt op voordracht van professor R.P. Cleveringa. Daarna bracht hij een bezoek aan de sociëteit van de studentenvereniging Minerva.

## Churchill als schrijver
Churchill was een productief schrijver; hij had uiteindelijk 38 titels, verdeeld over 59 boeken (enkele titels beslaan meerdere delen), op zijn naam staan. Hij was een broodschrijver, niet alleen omdat hij niet over een eigen vermogen beschikte, maar ook omdat aan het begin van de 20e eeuw leden van het Lagerhuis geen bezoldiging kregen. Daarnaast wilde hij, na de dood van zijn vader (1895), zijn naam vestigen, alvorens de politieke arena te betreden. In zijn latere leven stelden de inkomsten uit zijn geschriften hem ertoe in staat een aristocratische levensstijl erop na te houden.
Zijn eerste boeken waren gebaseerd op zijn ingezonden verslagen als oorlogscorrespondent. The Story of the Malakand Field Force: An Episode of Frontier War was in 1898 zijn eerste non-fictie publicatie. Dit boek beschreef een Britse militaire campagne in het grensgebied van het toenmalig Brits-Indië (nu Pakistan) en Afghanistan.
Daarop volgden The River War, London to Ladysmith via Pretoria en Ian Hamilton’s March. Churchills boeken vonden veel aftrek omdat zij voldeden aan de vanuit nationalistische gevoelens oplevende behoefte aan het roemen van heldendaden van het Britse Rijk. Hij kreeg menig compliment, onder meer van de toenmalige kroonprins, de latere koning Eduard VIII. In zijn Indiase periode schreef Churchill zijn enige roman, Savrola, maar dit boek was geen succes.
Na zijn verkiezing in 1900 als lid van het Lagerhuis was de eerste schrijversambitie van Churchill om de eer van zijn vader, een groot politicus die roemloos aan zijn einde was gekomen, te herstellen met een tweedelige biografie, getiteld Lord Randolph Churchill, die hem veel lof opleverde. Daarnaast schreef Churchill in die periode enkele politieke pamfletten, waaronder Mr. Brodrick’s Army, For Free Trade, Liberalism and the Social Problem en The People’s Rights, waarin hij zijn politieke standpunten kon verwoorden, zowel voor als na zijn verandering van politieke partij.
The World Crisis
Toen Churchill in de regering werd opgenomen betekende dat een tijdelijk einde van zijn productiviteit als schrijver; dat was uiteraard vanwege het totale beslag dat de verantwoordelijkheid van regeringsgezag op hem legde, maar ook omdat deze functies beter betaald werden. Als minister van Binnenlandse Zaken in 1910 en minister van Marine in de Eerste Wereldoorlog, als Lagerhuislid in de loopgraven en als minister van Materieel, minister van Oorlog en minister van Koloniën verzamelde hij het materiaal voor zijn eerste monumentale werk: The World Crisis. Dit werk werd in vier titels (vijf boeken) tussen 1923 en 1929 gepubliceerd en werd beschouwd als een van de standaardwerken over de 'Great War', zoals de Eerste Wereldoorlog indertijd genoemd werd.
Deze titels verkochten goed en leverden Churchill veel geld op. Hij betaalde in 1922 zijn buitenhuis Chartwell in Kent met het voorschot op The World Crisis. In 1929 leidden twee zaken tot een hernieuwde verhoogde schrijfproductie. Ten eerste verloor Churchill zijn kabinetszetel als minister van Financiën en had hij dus geen vast inkomen meer. Daarnaast had hij via zijn goede Amerikaanse vriend Bernard Baruch veel geld belegd op de beurs in Amerika. Na de Beurskrach van 1929 was een groot deel van zijn vermogen verdwenen en was hij genoodzaakt om zijn toen reeds kostbare levensstijl te bekostigen met de opbrengsten uit zijn schrijfarbeid.
"Schrijffabriekje"
In die tijd had Churchill zijn schrijfwijze inmiddels aangepast en gebruikte hij stenografen om zijn gedicteerde monologen vast te leggen, die hij vervolgens corrigeerde. Dit, samen met zijn victoriaanse, aristocratische opvoeding, zou zijn gedragen stijl en archaïsche woordkeus hebben verklaard. In de jaren 30 ontstond een klein schrijffabriekje in Chartwell met secretaresses en onderzoeksassistenten, allen ingeschakeld om de schrijfproductie op peil te houden, niet alleen van boeken, maar ook van talloze (betaalde) artikelen in kranten en tijdschriften.
Zo verscheen het vierde deel The Aftermath van zijn geschiedenis van de Eerste Wereldoorlog in 1929. De volgende titel was in 1930 My Early Life, dat geschreven was als een soort jongensboek. In 1930 verscheen ook een verkorte en gereviseerde versie van de eerste drie titels: The World Crisis 1911-1918 Abridged and Revised en in 1931 een addendum aan The World Crisis, getiteld The Eastern Front, over de oorlog aan het oostfront tussen Rusland en Duitsland en de Dubbelmonarchie Oostenrijk-Hongarije. Het politieke pamlet India uit 1931 zou hem in later jaren worden nagedragen, omdat hij zich hierin zou laten kennen als een aartsimperialist. Thoughts and Adventures, een bundel van essays die eerder in verschillende kranten en tijdschriften waren verschenen, werd gepubliceerd in 1932.
Churchill stak veel tijd en moeite in zijn derde grote vierdelige werk dat tussen 1933 en 1938 verscheen: Marlborough: His Life and Times, over zijn voorvader John Churchill, de eerste hertog van Marlborough, die zijn titel en zijn kasteel Blenheim als beloning voor zijn overwinningen in de Spaanse Successieoorlog verkreeg.
In 1937 verscheen Great Contemporaries, een serie biografische schetsen van uiteenlopende figuren als Joseph Chamberlain, Paul von Hindenburg, Lawrence of Arabia, Maarschalk Foch, Lev Trotski, Hitler en Franklin D. Roosevelt. In de edities die tijdens de Tweede Wereldoorlog verschenen werden de essays over Savinkov, Trotski (nu Stalin een bondgenoot was) en Roosevelt (idem) geschrapt. Andere titels waren Arms and the Covenant en Step by Step 1936-1939. De laatste was een bundeling van ruim tachtig reeds eerder in kranten verschenen artikelen over de toestand in de wereld, die een goed tijdsbeeld gaven van de dramatische internationale ontwikkelingen en Churchills mening hierover, toen hij in een politiek isolement verkeerde. In dit werk werden in de herdrukken, die tijdens de Tweede Wereldoorlog verschenen, enkele artikelen weggelaten die kritisch waren ten opzichte van de Sovjet-Unie.
Tijdens en kort na de Tweede Wereldoorlog verschenen bundelingen van zijn redevoeringen Into Battle, The Unrelenting Struggle, The End of the Beginning, Onwards to Victory, The Dawn of Liberation, Victory en Secret Session Speeches. Daarnaast verscheen in 1945 een samenvatting hiervan: War Speeches 1940-1945.
The Second World War
Vanaf 1948 verscheen Churchills vierde grote werk The Second World War, waarvoor hij, naast al zijn andere literaire prestaties, in 1953 de Nobelprijs voor Literatuur ontving. Dit was volgens critici zeker niet zijn beste werk; de reden voor kritiek was dat Churchill zijn eigen rol in de wereldpolitiek en in de oorlogsstrategie groter zou hebben voorgesteld dan zij in werkelijkheid zou zijn geweest en omdat hij selectief zou zijn geweest in zijn weergave van de feiten. Onder andere over het feit dat men de Duitse Enigma-code had gebroken wilde Churchill de Sovjet-Unie niet wijzer maken dan zij al was.
Tussen 1947 en 1961 verschenen nog de bundelingen van zijn redevoeringen van na de Tweede Wereldoorlog, met daarin zijn beroemde Fultonspeech, waarin hij de term IJzeren Gordijn lanceerde en zich profileerde als voorvechter van Europese eenwording, in The Sinews of Peace, Europe Unite, In the Balance, Stemming the Tide en The Unwritten Alliance. In de periode tussen zijn twee premierschappen vond hij tijd om een klein boekje over zijn favoriete schilderhobby te schrijven, onder de titel Painting as a Pastime.
Na zijn aftreden als eerste minister in 1955 ten gunste van Anthony Eden schreef Churchill niet veel meer. Zijn laatste literaire inspanning was het afronden en redigeren van zijn vijfde en laatste grote vierdelige werk History of the English Speaking Peoples, waaraan hij al in de jaren dertig was begonnen en dat hij bijna voltooid had toen de Tweede Wereldoorlog uitbrak en hij door Neville Chamberlain in de regering als minister van Marine werd opgenomen.

## Depressies en verslaving
Churchill leed zijn hele leven aan lange perioden van depressies die hij zijn "Black Dogs" noemde. Ook veel van zijn familieleden leden hieraan. De depressies werden afgewisseld door perioden met veel werklust, opgetogen stemming, verhoogde prikkelbaarheid, onstuimig gedrag, en, van tijd tot tijd, gebrekkig oordeelsvermogen. Kay Redfield Jamison concludeerde in een standaardboek over de bipolaire stemmingsstoornis, dat Churchill een cyclothyme stoornis had.
Churchill rookte per jaar ongeveer 4000 dubbele corona's. Bij zijn dood in 1965 had hij naar schatting 250.000 sigaren opgerookt.

## Eredoctoraten en onderscheidingen
| Lint | Onderscheiding                                        | Land                | Datum           | Opmerking         |
| ---- | ----------------------------------------------------- | ------------------- | --------------- | ----------------- |
|      | Army Distinguished Service Medal                      | Verenigde Staten    | 1919            |                   |
|      | Orde van de Eregezellen                               | Verenigd Koninkrijk | 19 oktober 1922 |                   |
|      | Grootlint in de Leopoldsorde                          | België              | 1945            |                   |
|      | Ridder Grootkruis in de Orde van de Nederlandse Leeuw | Nederland           | 8 mei 1946      |                   |
|      | Ridder in de Orde van de Kousenband                   | Verenigd Koninkrijk | 1953            | Predicaat van Sir |
|      | Grootkruis in de Legioen van Eer                      | Frankrijk           | 1958            |                   |
|      | Ereburger van de Verenigde Staten                     | Verenigde Staten    | 1963            |                   |
|      | Orde van het Vrijheidskruis                           | Estland             | 29 april 1925   |                   |

| Eredoctoraat                            | Land      | Datum | Opmerking |
| --------------------------------------- | --------- | ----- | --------- |
| Eredoctoraat van de Universiteit Leiden | Nederland | 1946  |           |

## Titels en predicaten
- Winston Leonard Spencer-Churchill (1874–1953)
- Sir Winston Leonard Spencer-Churchill (1953–1965)

## Verering
- In 2002 organiseerde de BBC een serie televisieprogramma's met daaraan gekoppeld een verkiezing van 100 Greatest Britons. Sir Winston werd hierbij op de eerste plaats verkozen, gevolgd door Isambard Kingdom Brunel, prinses Diana en Charles Darwin.
- Sinds 2016 toont de achterkant van het Britse vijf-pondbiljet een portret van Churchill.

## Voetnoten
1. ↑  https://edition.cnn.com/2019/03/29/asia/churchill-bengal-famine-intl-scli-gbr/index.html
2. ↑  Churchill, Winston (1899). The River War, Longmans, Green & Company, first edition, Volume II, pp. 248-250 Vertaling van: Individual Moslems may show splendid qualities, but the influence of the religion paralyzes the social development of those who follow it. No stronger retrograde force exists in the world. Far from being moribund, Mohammedanism is a militant and proselytizing faith. It has already spread throughout Central Africa, raising fearless warriors at every step, and were it not that Christianity is sheltered in the strong arms of science, the science against which it (Islam) has vainly struggled, the civilization of modern Europe might fall, as fell the civilization of ancient Rome.
3. ↑  https://www.bloomberg.com/opinion/articles/2019-02-16/churchill-was-more-villain-than-hero-in-britain-s-colonies
4. ↑  Martin Gilbert: Winston S. Churchill, Vol. IV 1917-1922, Heinemann, Portsmouth, 1975, p. 901.
5. ↑  (en) "March commemorates centenary of Tonypandy riots", BBC News, 22 september 2010. Geraadpleegd op 27 februari 2024.
6. ↑  (en) How much was Churchill to blame for the disaster at Gallipoli?. History Skills. Geraadpleegd op 28 februari 2024.
7. ↑  (nl) wereldoorlog14-18.nl - Winston Churchill als militair tijdens de Eerste Wereldoorlog
8. ↑  (en) The Day Churchill Met Traitor Guy Burgess - Deze gebeurtenis is verwerkt in het toneelstuk The Turning Point van Michael Dobbs, zie (en) The Turning Point op Youtube
9. ↑  (en) Bercuson, David, Herwig, Holger (2011). Deadly Seas: The Duel Between The St.Croix And The U305 In The Battle Of The Atlantic. Random House of Canada. ISBN 978-0-307-36848-5.
10. ↑  http://books.google.be/books?id=rDH7SHqEGiIC&pg=RA4-PA23-IA1&redir_esc=y#v=onepage&q&f=false
11. ↑  Van Wesel, Marleen, "De man die de oorlog had gewonnen", Leids Universitair Weekblad Mare, 21 april 2016, pp. 8-9. Gearchiveerd op 15 juni 2018.
12. ↑  Hoe Sir Winston Churchill Leids eredoctor werd. Universiteit Leiden (9 mei 2016). Geraadpleegd op 14 juli 2024.
13. ↑  (nl)  Mijn Jonge Jaren, Allert de Lange, 1947
14. ↑  (nl)  Marlborough: Zijn Leven en Zijn Tijd, Kroonder, 1947
15. ↑  (nl)  Groote Tijdgenooten, Universum, 1937
16. ↑  (nl)  Oorlogsredevoeringen, Cassell, 1945. De Nederlandse vertaling werd eerder uitgegeven dan de Engelse editie.
17. ↑  (nl)  Memoires over de Tweede Wereldoorlog, Elsevier, 1948-1954
18. ↑  Nobelprize.org, The Nobel Prize in Literature 1953
19. ↑  (nl)  Geschiedenis van de Engels Sprekende Volken, Elsevier, 1956-1958
20. ↑  Kay Redfield Jamison: Manic Depressive Illness, Creativity and Leadership. In: Frederick K. Goodwin en Kay Redfield Jamison: Manic Depressive Illness, Oxford University Press, Oxford, 1990, p. 359.
21. ↑  (en) president.ee: State Decorations, Bearers of Decorations, Rt. hon. Sir Winston Churchill. Geraadpleegd op 11 augustus 2022.

Walpole · 
Compton · 
Pelham · 
Pelham-Holles · 
Cavendish · 
Stuart · 
G. Grenville · 
Charles Watson-Wentworth · 
Pitt de Oudere · 
FitzRoy · 
North · 
Petty · 
Cavendish-Bentinck · 
Pitt de Jongere · 
Addington · 
W.W. Grenville · 
Perceval · 
Jenkinson · 
Canning · 
Robinson · 
Wellesley · 
Grey · 
Lamb · 
Peel · 
Russell · 
Smith-Stanley · 
Hamilton-Gordon · 
Temple · 
Disraeli · 
Gladstone · 
Gascoyne-Cecil · 
Primrose · 
Balfour · 
Campbell-Bannerman · 
Asquith · 
Lloyd George · 
Law · 
Baldwin · 
MacDonald · 
Chamberlain · 
Churchill · 
Attlee · 
Eden · 
Macmillan · 
Douglas-Home · 
Wilson · 
Heath · 
Callaghan · 
Thatcher · 
Major · 
Blair · 
Brown · 
Cameron · 
May · 
Johnson · 
Truss ·
Sunak ·
Starmer
1901: Prudhomme ·
1902: Mommsen ·
1903: Bjørnson ·
1904: Mistral, Echegaray ·
1905: Sienkiewicz ·
1906: Carducci ·
1907: Kipling ·
1908: Eucken ·
1909: Lagerlöf ·
1910: Heyse ·
1911: Maeterlinck ·
1912: Hauptmann ·
1913: Tagore ·
1915: Rolland ·
1916: Heidenstam ·
1917: Gjellerup, Pontoppidan ·
1919: Spitteler ·
1920: Hamsun ·
1921: France ·
1922: Benavente ·
1923: Yeats ·
1924: Reymont ·
1925: Shaw ·
1926: Deledda ·
1927: Bergson ·
1928: Undset ·
1929: Mann ·
1930: Lewis ·
1931: Karlfeldt ·
1932: Galsworthy ·
1933: Boenin ·
1934: Pirandello ·
1936: O'Neill ·
1937: Gard ·
1938: Buck ·
1939: Sillanpää ·
1944: Jensen ·
1945: Mistral ·
1946: Hesse ·
1947: Gide ·
1948: Eliot ·
1949: Faulkner ·
1950: Russell ·
1951: Lagerkvist ·
1952: Mauriac ·
1953: Churchill ·
1954: Hemingway ·
1955: Laxness ·
1956: Jiménez ·
1957: Camus ·
1958: Pasternak ·
1959: Quasimodo ·
1960: Perse ·
1961: Andrić ·
1962: Steinbeck ·
1963: Seferis ·
1964: Sartre (geweigerd) ·
1965: Sjolochov ·
1966: Agnon, Sachs ·
1967: Asturias ·
1968: Kawabata ·
1969: Beckett ·
1970: Solzjenitsyn ·
1971: Neruda ·
1972: Böll ·
1973: White ·
1974: Johnson, Martinson ·
1975: Montale ·
1976: Bellow ·
1977: Aleixandre ·
1978: Singer ·
1979: Elýtis ·
1980: Miłosz ·
1981: Canetti ·
1982: García Márquez ·
1983: Golding ·
1984: Seifert ·
1985: Simon ·
1986: Soyinka ·
1987: Brodsky ·
1988: Mahfoez ·
1989: Cela ·
1990: Paz ·
1991: Gordimer ·
1992: Walcott ·
1993: Morrison ·
1994: Oë ·
1995: Heaney ·
1996: Szymborska ·
1997: Fo ·
1998: Saramago ·
1999: Grass ·
2000: Gao ·
2001: Naipaul ·
2002: Kertész ·
2003: Coetzee ·
2004: Jelinek ·
2005: Pinter ·
2006: Pamuk ·
2007: Lessing ·
2008: Le Clézio ·
2009: Müller ·
2010: Vargas Llosa ·
2011: Tranströmer ·
2012: Mo ·
2013: Munro ·
2014: Modiano ·
2015: Aleksijevitsj ·
2016: Dylan ·
2017: Ishiguro ·
2018: Tokarczuk ·
2019: Handke ·
2020: Glück ·
2021: Gurnah ·
2022: Ernaux ·
2023: Fosse ·
2024: Kang ·
- Bibsys: 90117157
- Biblioteca Nacional de Chile: 000035338
- Biblioteca Nacional de España: XX850994
- Bibliothèque nationale de France: cb119836090 (data)
- Biografisch Portaal: 63267986
- Catàleg d'autoritats de noms i títols de Catalunya: 981058521927206706
- CiNii: DA0065926X
- Digitale Bibliotheek voor de Nederlandse Letteren: chur002
- Gemeinsame Normdatei: 118520776
- Historisch woordenboek van Zwitserland: 042890
- International Standard Name Identifier: 0000 0001 2096 6628
- KulturNav: 64ea9f31-622b-44b6-a357-f6433ce35bb2
- Library of Congress Control Number: n78085430
- Nationale Bibliotheek van Letland: 000015449
- MusicBrainz: e9fb8bad-ec0e-4cf1-aa82-a7e04a34b278
- National Archives and Records Administration: 10583171
- National Central Library: 002206660
- Bibliotheek van het Japanse parlement: 00436010
- Nationale Bibliotheek van Tsjechië: jn19990003864
- Nationale bibliotheek van Australië: 35908632
- Nationale Bibliotheek van Israël: 987007259711505171
- Nationale Bibliotheek van Polen: a0000001178505
- Nationale Bibliotheek van Roemenië: 000044889
- Nationale en Universitaire bibliotheek Zagreb: 000014170
- Nederlandse Thesaurus van Auteursnamen: 068480040
- RKD-Nederlands Instituut voor Kunstgeschiedenis: 16810
- Russische Staatsbibliotheek: 000004605
- Istituto Centrale per il Catalogo Unico: RAVV003813
- LIBRIS: 181701
- SNAC: w6g26q0t
- Système universitaire de documentation: 027891631
- Museum of New Zealand Te Papa Tongarewa: 35033
- Trove: 1141324
- Union List of Artist Names: 500028788
- Virtual International Authority File: 94507588
- WorldCat: E39PBJmtwTh3qTFFbMpfHFfjG3